# Gundolf Ströhmer
Gundolf Ströhmer (* 7. Oktober 1930 in Bautzen; † 31. August 2021 in Berlin) war ein deutscher Gärungschemiker und emeritierter Hochschullehrer.

## Leben
Ströhmer entstammt einer Destillateursfamilie. Sein Großvater betrieb in Bautzen eine Großdestillation und Weinhandlung. Seine Mutter absolvierte Ende der 1940er Jahre den Destillationskurs am Institut für Gärungsgewerbe.
1949 erwarb Ströhmer sein Abitur in Bautzen; anschließend machte er eine Ausbildung als Destillateur beim VEB Grüneberger Spirituosen. Zum Ende seiner Lehrzeit absolvierte er wie zuvor schon seine Mutter den Destillationskurs am Institut für Gärungsgewerbe bei Ernst Dobislaw.
Von 1953 bis 1956 studierte er Brennereiwesen an der Landwirtschaftlich-Gärtnerischen Fakultät der Humboldt-Universität zu Berlin (HUB). Das Studium schloss er ab als Diplom-Brennerei-Ingenieur. In den nachfolgenden Jahren erwarb er praktische Erfahrungen in der Gärungs- und Spirituosenindustrie sowie an der Akademie der Landwirtschaftswissenschaften in Dresden und entsprechenden Forschungseinrichtungen. 1962 promovierte er als Agrarwissenschaftler mit Studien zur chromatografischen Identifizierung von Aromastoffen in Spirituosen an der Humboldt-Universität zu Berlin.
Ab Oktober 1962 war er wissenschaftlicher Mitarbeiter am Institut für Gärungschemie und -technologie (IfG) der HUB. Von 1963 bis 1968 übernahm er von Emil Bergander die Leitung der Abteilung Biochemie des IfG. Als Hochschullehrer vertrat er die Lehrgebiete Rohstoffkunde, Spiritus-, Spirituosen-, Wein-/Sekttechnologie und die Technologie alkoholfreier Getränke sowie dazugehörige Prozess- und Qualitätskontrolle. 1969 übernahm er den Lehrstuhl. Forschungsschwerpunkte in Zusammenarbeit mit der Spirituosenindustrie waren Bildung und Analytik der Aromastoffe alkoholischer Getränke, Prozesse der Reifung von Spirituosen und Entwicklung der Sensorik zur Qualitätsprüfung.
Mit der Fusion der gärungswissenschaftlichen Einrichtungen der HUB mt den West-Berliner Einrichtungen übernahm Ströhmer 1992 auch Lehrtätigkeiten für die TU Berlin. Ab 1996 war er auch eingebunden in die Ausbildung von Destillateuren und Destillateur-Meistern an der Versuchs- und Lehranstalt für Spiritusfabrikation (VLSF). 2019 wurde er Herausgeber des ursprünglich von Hermann Wüstenfeld und Georg Haeseler am Institut für Gärungsgewerbe entwickelten Handbuch zur Spirituosentechnologie.
Außerdem wirkte er in Gremien der Brennerei- und Spirituosenindustrie sowie in der Gesellschaft Deutscher Chemiker.
Ströhmer hinterließ neben seiner Gattin eine Tochter, zwei Enkel und drei Urenkel. Beigesetzt wurde er im Familiengrab in Bautzen.
Seine Witwe übergab einen Großteil seiner Fachbibliothek als Buchspende an die Axel-Simon-Bibliothek.

## Schriften (Auswahl)
- 1966/67 Technologie der Spirituosenherstellung.
- 1980: Lehrbriefe für das Hochschulfernstudium Teil: Technologie der Spirituosenherstellung.
- Liköre. In: Erich Kolb (Hrsg.), Rainer Fauth, Willi Frank, Ingrid Simson, Gundolf Ströhmer: Spirituosen-Technologie. 6. Auflage. Behr, Hamburg 2002, ISBN 3-86022-997-4, S. 379 ff.
- 2019: Als Herausgeber: Spirituosentechnologie. 7. überarbeitete Auflage, Behr, Hamburg 2019 ISBN 9783954686322